# Topònims de Maldà
La relació de noms que han tingut cada casa de Maldà (l'Urgell) al llarg del temps són dins a cada casella. Els noms en cursiva ja no existeixen.
| Cal Campaner                                                             | Ca la Viona                                                         | Ca la Carme la carretera Cal Ros de la Magina Cal Peret del Sabata Cal Sabata                       | Ca la Raquel                                                 |
| Cal Pelat                                                                | Cal Pelat                                                           | Ca la Ramona el Sitra Cal Sitra de la carretera                                                     | Cal Boleda                                                   |
| Ca la Panaques                                                           | Cal Jaume la Viona                                                  | Cal Molí de l'Horta                                                                                 | Ca la Miquela                                                |
| Cal Xinco                                                                | Ca la Maria el Pere Ca l'Escapçat                                   | Cal Catòlic Cal Ton del Catòlic Ca l'Antònia el Catòlic Cal Caragols                                | Ca la Clara                                                  |
| Cal Mateu Cal Llaunero Cal Mateu del Magre                               | Cal Tonyo                                                           | Cal Serení Ca la Roseta el Serení Cal Ramon del Serení                                              | Ca les Viudes Ca la Francisca                                |
| Cal Josep M. el Tàsies Ca l'Agustineta Cal Tonarro Cal Panton del Sabata | Cal Fangara                                                         | Cal Sileta                                                                                          | Cal Sebastià Cal Pep de la Treseta Ca la Treseta l'Àngela    |
| Cal Xurrac                                                               | Cal Feliu Ca la Ramona el Feliuet                                   | Cal Barber                                                                                          | Ca l'Adelaida                                                |
| Cal Garrut                                                               | Cal Pere Ca l'Avelina Cal Sitra                                     | Cal Patano                                                                                          | Cal Farrer Ca la Providència Cal Pau de la Cooperativa       |
| Cal Virat Cal Musc                                                       | Ca la Magina Cal Magí la Magina Cal Pau de la Magina                | Cal Russo Cal Marian                                                                                | Cal Victòrio                                                 |
| Ca la Morella Cal Tanoca                                                 | Cal Valentí Cal Parrí                                               | Cal Xafat                                                                                           | Cal Tonyo Ca la Mercè el Tonyo Cal Caminer                   |
| Ca l'Isidret Ca l'Espinaca                                               | Cal Xarli Cal Bepo                                                  | Ca l'Enrique                                                                                        | Cal Pubill [de baix]                                         |
| Cal Ramonet Cal Rafelet Cal Ramonet del Victòrio                         | Cal Xollador Call Vallverdú                                         | Cal Miger                                                                                           | Ca la Caterineta                                             |
| Cal Feliuet                                                              | Cal Martí Cal Martí el Sabater Cal Sanahuja                         | Cal Roca Ca la Maria el Pastisser Ca la Cartera Cal Bruixa                                          | Cal Coix                                                     |
| Ca l'Alba Cal Quim de l'Alba                                             | Cal Grec                                                            | Cal Txeco                                                                                           | Cal Felip                                                    |
| Cal Xalandro                                                             | Cal Florit                                                          | Cal Castell Cal Cansalada Cal Cua                                                                   | Cal Llorenç del Serení Cal Cisco el Serení                   |
| Cal Teixidor                                                             | Cal Delfín Cal Delfín del Magatxem Cal Rossa                        | Cal Felis Cal Felis del Bep del Mestre                                                              | Ca la Dolores del Peregròs Cal Beleta Cal Catòlic del Cau    |
| Cal Sitra Cal Queton Cal Pau del Sitra                                   | Cal Tató                                                            | Cal Pona                                                                                            | Cal Ventura                                                  |
| Cal Magi el Miquel Cal Miquel Ca la Pera                                 | Cal Pintor Cal Bernat del Boter Ca la Maria Antònia el Boter        | Ca la Matraus Ca l'Agustí la Matraus Ca la Mixona                                                   | Cal Xarrameco                                                |
| Cal Pirenc Ca la Pili                                                    | Cal Sisco Molí                                                      | Cal Mònico                                                                                          | Cal Gato                                                     |
| Cal Sord                                                                 | Cal Carreter                                                        | Cal Lina                                                                                            | Ca la Malena                                                 |
| Cal Mateuet                                                              | Ca la Mixona                                                        | Cal Pantonet                                                                                        | Ca la Maria                                                  |
| Cal Naios                                                                | Ca la Costa el Magí                                                 | Cal Fesol Ca l'Isidro                                                                               | Cal Nari                                                     |
| Cal Txotxo Cal Ton de cal Boleda                                         | Cal Miquel de la Llúcia                                             | Cal Calderer                                                                                        | Ca l'Oliveres                                                |
| Cal Toneto                                                               | Cal Boter                                                           | Ca la Rosalia Cal Taxiste Cal Pere el Castell Ca l'Esteve el Tarris Cal Manyana                     | Cal Rogèlio Cal Tàsies Ca l'Agustineta el Tàsies             |
| Cal Mantxa                                                               | Cal Pauló                                                           | Ca la Caterina                                                                                      | Ca l'Enric del Cau Cal Truquera                              |
| Cal Serení                                                               | Cal Delgà                                                           | Ca la Milagro Cal Feliu del Fangara Cal Fangarilla                                                  | Cal Mussol                                                   |
| Cal Granyonet                                                            | Cal Magatzem                                                        | Cal Cutita                                                                                          | Cal Catòlic Ca la Lola el Catòlic Cal Tal·lara Cal Merigildo |
| Cal Cagno                                                                | Ca la Tonya Ca la Rossa la Tonya                                    | Ca la Serafina Cal Carril                                                                           | Ca la Pera Cal Sebastià                                      |
| Ca la Ramona la Malena Ca la Malena la Magina Cal Ramon del Sabateret    | Cal Bep Cal Garra el Bep                                            | Cal Gallego Cal Galleguet                                                                           | Cal Cona Ca la Franciscona                                   |
| Cal Bovet Cal Txeco                                                      | Cal Magí el Boleda Cal Gaig Cal Boleda                              | Cal Beleta                                                                                          | Cal Bofarull                                                 |
| Cal Seli                                                                 | Ca la Xollada Cal Metge [Vell] Cal Cabra                            | Ca l'Abdon Ca la Tresina l'Abdon Ca la Modesta Ca la Rosa el Pau Cal Pau Ca la Rosa el Pau de Cabra | Cal Sopes                                                    |
| Cal Parrí Cal Meda                                                       | Ca l'Antònia el Centro Cal Damià                                    | Cal Jesús Ca la Marieta el Manel                                                                    | Cal Bernat Cal Toneto                                        |
| Cal Miret Cal Figa Cal Cagafigues                                        | Cal Josepet de la Tonya                                             | Ca l'Armengol                                                                                       | Cal Torrojà                                                  |
| Cal Gravat                                                               | Ca la Costa el Magí Ca la Xollada                                   | Cal Torriente Ca la Guadalupe Ca la Cotorra                                                         | Ca la Paulina Cal Soques                                     |
| Cal Rusó Cal Siller Cal Baster                                           | Ca l'Agustí el Tarris Cal Flari                                     | Cal Truquera Cal Ton del Pau Cal Lluís del Mateuet Cal Quim del Puig                                | Cal Francesc Ca l'Antònia el Francesc Cal Llusco             |
| Cal Calques                                                              | Ca la Pasquala Cal Bergadà                                          | Ca la Doloretes del Cisco Cal Ramon del Cisco Molí                                                  | Ca la Talones                                                |
| Ca l'Antònia del Misangó Ca la Cantina                                   | Cal Navau                                                           | Ca la Seca                                                                                          | Ca la Tresina la Panaques Ca la Madrona                      |
| Cal Quià                                                                 | Cal senyor Pere                                                     | Cal Rubió Cal Nari                                                                                  | Ca la Llodriga Ca la Treseta la Coloma                       |
| Ca l'Ésqué                                                               | Cal Po                                                              | Cal Borrasco Cal Borrasquet                                                                         | Ca la Llúcia Cal Cisquet del Cutita Cal Peret del Cagno      |
| Cal Misangó                                                              | Cal Miró                                                            | Cal Tarris                                                                                          | Cal Ramon del Pau                                            |
| Cal Roio                                                                 | Cal Jaume el Violí Cal Marxant                                      | Cal Sabateret                                                                                       | Ca l'Andreu [del Pau] Ca la Ramona l'Andreu                  |
| Cal Javier Cal Vallverdú                                                 | Cal Liceo Ca la senyora Pepeta Cal Pompeo                           | Cal Xuta                                                                                            | Cal Sabater                                                  |
| Ca l'Ignasi                                                              | Cal Banyot Cal Pau Cal Bep del Mestre                               | Cal Ramon de la Mixona Ca l'Angeleta Ca la Flora Cal Pustoma Cal Josep del Migers                   | Cal Cagot                                                    |
| Cal Pubill [de dalt] Cal Pere el Pubill                                  | Cal Llord                                                           | Cal Lao                                                                                             | Cal Boladeres                                                |
| Cal Gepos Cal Capdevila                                                  | Cal Magret Cal Magre                                                | Ca la Malena el Maldanell Cal Ventura Cal Ton del Maldanell                                         | Cal Sepe                                                     |
| Cal Renyé                                                                | Cal Xollat                                                          | Cal Toio                                                                                            | Ca la Soledad Ca la Soledad de cal Mònico Ca la Pasquala     |
| Cal Granyó                                                               | Ca la Maria Cinta Ca la Maria Toia                                  | Cal Gili                                                                                            | Ca l'Escoté                                                  |
| Cal Raro Cal Gori                                                        | Cal Quim del Puig Ca l'Encarnació Cal Pau de la Magina Ca la Magina | Cal Ramon de Vic                                                                                    | Cal Pebrots                                                  |
| Cal Jaume el Mas Cal Mas                                                 | Cal Moliner                                                         | Ca la Coloma                                                                                        | Cal Josepet de la Tonya                                      |
| Cal Manyo Ca l'Elvira Cal Tal·lara Cal Piquer Ca l'Esquella              | Cal Caranya                                                         | Cal Pastor                                                                                          | Cal Joan de Montblanc                                        |
| Cal Tonet                                                                | Cal Violí                                                           | Cal Xiqüelo Cal senyor Pere                                                                         | Cal Cisquet del Fuster el Bepo                               |
| Cal Peret Cal Faves                                                      | Ca l'Engràcia                                                       | Ca l'Ernesto Cal Mut Ca l'Eduardo el Victòrio                                                       | Cal Cucuc                                                    |
| Cal Peregròs                                                             | Cal Paguero                                                         | Cal Margendom Cal Fuster                                                                            | Ca la Panaquetes                                             |